# Неблон
Неблон (фр. Néblon) — бельгийская река, левый приток Урт, относится к бассейну Мааса. Неблон начинается в коммуне Авланж, протекает через бельгийские провинции Намюр и Льеж и впадает в Урт у Амуара в бельгийском Люксембурге. На Неблоне расположена деревня Шарденё, считающаяся одной из самых красивых деревень Валлонии.
Средний расход воды — 0,8 м³/с. Высота истока — 280 м над уровнем моря. Площадь водосборного бассейна — 76 км².

## Название
У истока Неблон известен как ручей Абим (фр. ruisseau de l'Abîme), затем как ручей Шарденё (фр. ruisseau de Chardeneux). На границе провинций Льеж и Люксембург, Неблон известен как Омбр (фр. l'Ombre) или Амбль (фр. Amble).

## Экология
Экологическое состояние Неблона считается хорошим, однако измерения показали повышенное содержание нитратов и полициклических ароматических углеводородов.
Долина Неблона — лесистая, с преобладанием буковых рощ и дубрав. Среди животных долины Неблона — подковоносые летучие мыши, трёхцветные ночницы, зимородки и дятлы.